# Přepeře (Boêmia Central)
Přepeře é uma comuna checa localizada na região da Boêmia Central, distrito de Mladá Boleslav.